# Canja Audio Culture
Canja Audio Culture é uma produtora musical global fundada em Curitiba em 2012. Focada na criação de projetos para grandes empresas, hoje lidera o ranking de produtoras no Brasil. A empresa possui um portfólio bastante amplo, assinando peças de nomes como Nike, Coca-Cola, Facebook, McDonalds. A Canja ao longo de sua trajetória já ganhou 89 prêmios Cannes Lions e um Audio Grand Prix, sendo reconhecida como a principal empresa de música pela D&AD, LIA e M&M.

## Prêmios e reconhecimentos
A Canja Audio Culture recebeu as seguintes indicações e prêmios:
- Cannes Lions: 89 prêmios em diversas categorias.[1][2]
- Audio Grand Prix: Um dos prêmios mais prestigiados da indústria.[1]
- D&AD: Eleita a Empresa de Música do Ano.[carece de fontes?]
- LIA (London International Awards): Nomeada a Empresa de Música do Ano.[4]
- M&M Global Awards: Liderou o ranking de Produtoras do Brasil.[carece de fontes?]
- Grand Clio Music & Sound: Reconhecimento de excelência em música e som.[5]
- One Show: Premiada como a Best of Show.[6]
- AdHealth World: Recebeu o prêmio de Best of Show.[7]
- Meio & Mensagem: Nomeada a Empresa Global de Música Mais Premiada do Ano.[carece de fontes?]

## Equipe Canja

### Filipe Resende akaRese
Filipe Resende é o fundador e diretor criativo da Canja Audio Culture. Enquanto CEO, a Canja trabalhou para marcas globais como Nike, Burger King, Amazon, Facebook, Disney+, Johnnie Walker, Budweiser, Samsung e Microsoft conquistando centenas de prêmios em festivais renomados como Cannes Lions, One Show e London International Festival.
Filipe tornou-se, também, membro da Recording Academy (Grammys)  e participou de júris internacionais em festivais como New York Festivals e El Ojo de Iberoamerica.

### Eduardo Karas
Eduardo Karas, diretor criativo, também tem prêmios em festivais como Cannes Lions, One Show e London International Festival, além de participar de júris em festivais renomados mundialmente como New York Festivals e El Ojo de Iberoamerica.